# Reason Is Treason
Reason Is Treason è il primo singolo ufficiale del gruppo musicale inglese Kasabian, pubblicato nel febbraio del 2004.
Il singolo è stato pubblicato molto tempo prima dell'uscita del primo album della band, Kasabian, e a causa di ciò non ha riscosso molto successo in fatto di vendite, non entrando in nessuna classifica.

## Video musicale
Il video per il singolo è una serie di spezzoni di video dal forte contenuto satirico e umoristico, alcune messe senza alcun senso logico, come una donna che mangia un panino con delle dita all'interno di esso e delle scimmie al computer. Per il video è stata utilizzata la versione remix del singolo di Jacknife Lee.

## Utilizzo del brano
La canzone appare nel film Tomb Raider - La culla della vita e nell'episodio The Brothers Grim della serie TV The OC.
È stata inoltre utilizzata nei videogiochi Major League Baseball 2K8, Gran Turismo 4 e Shaun White Snowboarding.

## Tracce
CD promozionale
- PARADISE03

1. Reason Is Treason – 3:42

Vinile 10"
- PARADISE04

1. Reason Is Treason – 4:35